# Pannesheide
Pannesheide is een kerkdorp in de Duitse gemeente Herzogenrath, parallel aan de Duits-Nederlandse grens ten zuiden van Bleijerheide gelegen. Het dorp bevindt zich op een hoogte van ruim 160 meter.
De Bleijerheiderbeek vormt hier het grensriviertje, en ten westen van Pannesheide stroomt de Amstelbach naar het noorden om in de Bleijerheiderbeek uit te monden. De Amstelbach wordt begeleid door een hellingbos, het natuurgebied: Laub- und Auenwaldgebiet bei Herzogenrath westlich Pannesheide im Amstelbachtal. Hier vindt men ook de kasteelruïne van Haus Heyden.
De bakstenen kerk is gewijd aan Sint-Barbara en heeft een voorgebouwde massieve toren met rechthoekige plattegrond en gedekt door een schilddak. Ook is er een kleine kapel aan de Heyder Feldweg, gewijd aan Sint-Hubertus.

## Nabijgelegen kernen
Bleijerheide, Kohlscheid, Horbach, Straß